# Augusto Frederico, Duque de Sussex
Augusto Frederico, Duque de Sussex KG, KT, GCB, GCH (27 de janeiro de 1773 — 21 de abril de 1843) foi o sexto filho do rei Jorge III do Reino Unido e de sua consorte, a rainha Carlota. Ele foi o único filho sobrevivente de Jorge III que não teve uma carreira militar ou naval. Foi presidente da Royal Society de 1830 a 1838.
Foi grão-mestre da Maçonaria e, embora o tivesse sido ao que se julga da maçonaria inglesa e não da francomaçonaria, diz-se que também foi sob o patrocínio deste príncipe que se constituiu o Grande Oriente Lusitano no Reino de Portugal.

## Primeiros anos
Sua Alteza Real o príncipe Augusto Frederico nasceu no Palácio de Buckingham, em Londres.
Foi baptizado na Câmara do Grande Conselho no Palácio de St. James, a 25 de fevereiro de 1773, pelo arcebispo da Cantuária Frederick Cornwallis. Os seus padrinhos foram o duque de Saxe-Gota-Altemburgo (representado na cerimónia pelo conde de Hertford), o duque Jorge Augusto de Mecklemburgo-Strelitz (representado pelo conde de Bristol), e a princesa Carlos de Hesse-Cassel (representada pela viscondessa Weymouth).
Recebeu educação em casa antes de ser mandado à Universidade de Gotinga, na Alemanha, no verão de 1786, juntamente com seus irmãos Ernesto e Adolfo. O príncipe Augusto, que sofria de asma, não se juntou aos irmãos no treinamento militar em Hanôver. Ele brevemente considerou em tornar-se membro do clero da Igreja da Inglaterra.

## Primeiro casamento
Enquanto viajava na Itália, Augusto conheceu Lady Augusta Murray (c. 1762-1830), a segunda filha do 4.° conde de Dunmore. Os dois se casaram em Roma, no dia 4 de abril de 1793, e novamente em St. George's, Londres, em 5 de dezembro daquele ano, sem o conhecimento ou permissão do rei. O ministro de Relações Exteriores de Hanôver, Ernst zu Münster, foi mandado à Itália para escoltá-lo de volta a Londres.
O casal teve dois filhos:
- Augusto Frederico d'Este (13 de janeiro de 1794 — 28 de dezembro de 1848), conhecido por ter sido o primeiro individuo a quem foi diagnosticada e registrada a doença de esclerose múltipla. Morreu solteiro e sem descendência.
- Augusta Ema d'Este, depois Lady Truro (11 de agosto de 1801 – 21 de maio de 1866), casada com Thomas Wilde, 1.º Barão Truro de Bowes; sem descendência.

O casamento foi anulado pela Justiça, em agosto de 1794, por causa do Ato de Casamentos Reais de 1772. Contudo, Augusto continuou vivendo com Lady Augusta até 1801, quando ele recebeu do parlamento uma concessão de £ 12 mil libras esterlinas. Lady Augusta deteve a custódia dos filhos do casal e ganhou uma pensão anual de £ 4 mil.

## Duque de Sussex
O rei titulou-o duque de Sussex, conde de Inverness e barão Arklow no pariato do Reino Unido e fê-lo cavaleiro da Ordem da Jarreteira, em 27 de novembro de 1801. Como Augusto não deixou descendentes legítimos, o título foi extinto. Em 19 de maio de 2018, a rainha Isabel II concedeu o ducado a seu neto Henrique de Gales, antes de seu casamento com Meghan Markle.

## Segundo casamento
No dia 2 de maio de 1831, o duque de Sussex (contrariando o Ato de Casamentos Reais novamente) casou-se mais uma vez. A noiva foi Lady Cecilia Letitia Buggin (1793-1873), a filha mais velha de Arthur Gore, 2.° conde de Arran e de Elizabeth Underwood. Cecilia era viúva de Sir George Buggin. Ela assumiu, por licença real, o sobrenome materno, Underwood, e nunca foi reconhecida como duquesa de Sussex. Em 1840, Cecilia foi, entretanto, titulada duquesa de Inverness, em seu próprio direito.